# Anat
Anat vagy Anát (héber: ענת, görög: Αναθ) a háború és a szerelem istennője, valamint a szépség és a szüzesség megtestesítője az ókori Levante jelentős területein (Ugarit, Mezopotámia, Szíria-Palesztina), és Egyiptomban az i. e. II. és I. évezredben. Vadságáról és harcias lendületéről híres. Attribútumait feltehetőleg Szíria Atargatis istennője – akinek neve Astarte és Atirat istennők nevének összevonásával keletkezhetett – örökölte meg.

## Név és etimológia
Az Anat istennév jelentését különböző módokon magyarázzák.
A héber ’et (’idő’) gyökből eredeztetve az istennő neve összefüggésben lehet a „sors” és a „cél” kifejezésekkel.
Az ugariti mítoszokban „Szűz Anat”-ként is (btlt 'nt) feltűnik a neve, és meg is tartja ezt a jelzőt annak ellenére, hogy Baál hitvese is. Ezenkívül előfordul még „Lány Anat”-ként (rhm ’nt), vagy egyszerűen „Lányos”-ként (rhmy). Egy alkalommal mint 'nt ltn (azaz „Leviathan”-ként) szerepel, feltehetően azért, mert segített Baálnak legyőzni a Halál istenét, Mótot. Ezért is nevezik egyszerre „Anat, a pusztító”-nak (’nt hbly), de alkalmanként a „Hölgy” (st) megnevezéssel is illetik.
Etimológiailag kapcsolatban állhat az akkád ’ettu (’aktív akarat’, ’jel’, ’omen’) szóval is.
Az arab gyök, szótő: ’anat a paráznasághoz, kényszerítéshez, hadviseléshez, makacssághoz kapcsolódik, ami szintén összeegyeztethető az istennő uralkodó jellegével.

## Megjelenítése, jellegzetességei, funkciói
Anatot bokáig érő testhez simuló ruhában ábrázolják, Atef koronával a fején. Ez a korona fehér színű, két oldalát egy-egy toll szegélyezi. Az istennő egyik kezében pajzsot és lándzsát tart, a másikban csatabárdot, utóbbit gyakran felemelve tartja a karjában. Ezzel azt akarják érzékeltetni, amint éppen fegyverrel támad az ellenségre. Párducbőrruhát is visel, ezzel a megjelenítéssel is az istennő harcias jellegét próbálják hangsúlyozni.
Anat attribútumait leginkább az ugariti mítoszokból ismerhetjük meg. Az egyik jellemző példa ezek közül, mikor az istennő siratja és eltemeti halott hitvesét, Baált, és bosszút áll a gyilkos Móton (vagyis a ’Halál’-on). Az istennő hirtelen haragra gerjed, és fizikailag bántalmazni kezdi az emberiséget, levezetve rajtuk indulatait. A mocsár mélyét vérrel tölti fel, az áldozatok fejét és kezeit levágja, és ezekből a fejekből és kezekből díszíti fel aztán nyakláncát. Ugyanolyan hirtelen be is fejezi a mészárlást, amilyen lendülettel belekezdett, majd megfürdik és elvégzi szükségleteit. Ezt követően üzenetet kap Baáltól, aki közben visszatért az életbe és békét ajánl.

## Az ugariti irodalomban betöltött szerepe[4]
Anat a háború istennője, a szűz (btlt ’nt), Baál isten nővére és szeretője is egyben, melyről közös gyermekük, egy vad bika is tanúskodik. Ennek ellenére sokan vitatják, hogy Baállal való kapcsolata több lett volna a testvéri viszonynál.
Egy ugariti történet szerint Anat bosszút áll Móton, aki elpusztította Baált.
Élnek, az ugariti panteon főistenének két istenség (Gupn és Ugar) jelenti be a szörnyű hírt, hogy Baál holtan hever egy folyó partján. Él egy zsákszerű ruhában leereszkedik trónjáról, és port hint a halott Baál fejére, majd levágja a szakállát. Anat is gyászba öltözködik, és Sapas segítségével eltemeti Baált a Cefón hegyen. Ökröket, kecskéket, szamarakat, és juhokat vág a halott emlékére rendezett áldozati lakomára, és siratja hitvesét-fivérét. Anat a későbbiekben a túlvilágon keresi Baált. Követeli Móttól, hogy hozza vissza őt. Mót azt válaszolja, hogy mivel felfalta a vihar istenét, így nem tudja teljesíteni Anat óhaját. Anat továbbra is kutat Baál után, mígnem elveszti türelmét és megragadja Mótot, megrázza, karddal lecsap reá, megégeti, aztán szétzúzza és végül a maradványait a madaraknak szórja. Ezt követően Anat visszatér Élhez és bejelenti Mót halálát. Él elmondja, hogy megálmodta Baál visszajövetelét az életbe, ami nemsokára be is következik.
Szintén a Baál-ciklusban szerepel Baál palotájának építkezési története, amelyhez Anatnak kell segítséget nyújtania.

## Az egyiptomi kultúrában betöltött szerepe[4]
Anat Egyiptomban a középbirodalom végén, a hükszoszok uralma idején jelenik meg. A ramesszida korban a Nílus deltájában népszerű. Gyakran illetik az „Ég úrnője”, az „Istenek úrnője” és a „Minden isten anyja” jelzőkkel. Természetének harcias jellege dominál itt is, akárcsak a kánaáni térségben. Általában virágokkal a kezében, egy oroszlán mellett állva ábrázolják, meztelenül.
Anat a fáraó védelmezője a csatamezőn. I. Széthi egyik harciszekér-egységét hívják Anat-hrty-nak („Anat elégedett”), II. Ramszesz elsőszülött lányát Bint-Anatnak („Anat lánya”), egyik kutyáját pedig úgy, hogy: „Anat ereje teljében”. III. Ramszesz saját pajzsát illeti az Anat névvel, kardját pedig „Anat győzedelmes”-nek nevezi. Az istennő neve előfordul még teofór nevekben is, ilyen például az Anat-em-heb („Anat az ünnepén”) is.
Anatot Egyiptomban Ré lányának tekintik.
Hórusz és Széth történetében Neith javaslatára Anat és Astarte Széth felesége lesz, kárpótlásul azért, hogy Hórusz ülhetett Egyiptom trónjára. Férjei közt Resep és a bübloszi Baál is megtalálható.
Termékenységi aspektusa Egyiptomban a nem-királyi emlékműveken figyelhető meg, amelyeken Anat Min társaságában jelenik meg.
Többször utalnak rá szűzként. Előfordul, hogy az egyiptomi szépség-istennő, Hathor ikonfigurájával együtt örökítik meg. Mindkét istennő vérszomjas, ezért is azonosítják őket egymással.
Thébában egy szentélyt építettek a tiszteletére III. Thotmesz uralkodása idején.
Taniszban, Mut templomában az istennő gránitszobra és egy sztélé került elő. A szobron II. Ramszesszel együtt ábrázolják, amint Felső-Egyiptom koronáját viseli, és bal kezét a király vállán tartja. A sztélén II. Ramszesz kezét fogja, a feliratban pedig a király anyjának nevezi magát, és kijelenti, hogy vele volt, amikor meghódított minden országot. Ramszesz Anat hőseként tekint magára.

## Anat a Bibliában
Bár kifejezetten nem említik a Bibliában mint istennőt, az Anat nevet őrzik a Bet-Anat és Anatot helységnevek, valamint Samgar, Anat fiának a személyneve. Anat kultuszával azonban találkozunk az Elephantine-i papiruszokban az i. e. 5. században: a zsidó kolóniák ugyanis ekkortájt az a ’nt-Bet-El és az a ’nt-YHWH nevekre esküdtek fel. Anat a helyi templomban is képviseltette magát.

## Szakirodalom
1. Day, John, Yahweh and the Gods and Goddesses of Canaan (GBPress Gregorian Biblical Press, 2001), pp. 128-150.
2. Leick, Gwendolyn, A Dictionary of Ancient Near Eastern Mythology (University of Chicago Press, 1996), pp. 6-7.
3. Brooke, George J; Curtis, Adrian H; Healg, John, eds, Ugarit and the Bible (Ugarit - Verlag, 1994), p. 95.
4. Freedman, David Noel; Myers, Allen C.; Beck, Astrid B., eds. Eerdmans Dictionary of the Bible (Wm. B. Eerdmans Publishing Co., 2000), p. 59.
5. H. Pope, Marvin, eds. „Anath”, in: Encyclopaedia Judaica vol. 2 (Jerusalem: Keter, 1972), col. 925-927.
6. Mark S. Smith, The Early History of God. Yahweh and the Other Deities in Ancient Israel (1990)
7. Oldenburg Ulf, The conflict between El and Baʼal in Canaanite religion (Leiden, E. J. Brill, 1969)